# Кедрин, Дмитрий Борисович
Дми́трий Бори́сович Ке́дрин (4 (17) февраля 1907, Берестово-Богодуховский рудник — 18 сентября 1945, Московская область) — русский советский поэт, переводчик. По основной профессии — журналист.
Художественное мастерство поэзии Кедрина, писавшего в широком диапазоне от острых эпиграмм до масштабных исторических поэм, характеризуют соединение лиризма, эпичности, самобытного использования приёмов драматизации — монологичности, диалогов, ролевой лирики, сказового и песенного фольклорного начала. Кедрина считают одним из наиболее талантливых продолжателей и интерпретаторов русского устного народно-поэтического творчества.
Произведения Кедрина, частично обращённые вглубь веков, а также к мифологическим, вневременным темам, к сюжетам православной догматики, не были восприняты советской литературной критикой 1930—1940-х годов, при жизни поэта был опубликован единственный его сборник «Свидетели» из 17 стихотворений. Отдельный пласт творчества Кедрина представляет его патриотическая, военно-фронтовая поэзия. Помимо стихов и поэм литературное наследие Кедрина включает в себя сказки, песни, драму в стихах, значительное число переводов поэтов советских республик, а также с сербско-хорватского.
Первые серьёзные исследования поэзии Кедрина появились в начале 1960-х годов, однако объёмный социальный, психологический и мистический подтексты его творчества до конца не изучены. Настоящее признание и массовые тиражи пришли к Кедрину только с середины 1980-х годов. Загадка гибели 38-летнего Кедрина 18 сентября 1945 года близ Кусковского лесопарка до сих пор остаётся нераскрытой тайной советской криминалистики.

## Юношеские годы
Родился в 1907 году в донбасском посёлке Берестово-Богодуховский рудник в семье горняка. Его дед по матери, вельможный пан И. И. Руто-Рутенко-Рутницкий имел сына и четырёх дочерей. Младшая, Ольга, родила вне брака мальчика, которого усыновил муж её старшей сестры Людмилы, бывший военный Борис Михайлович Кедрин. Он дал ребёнку свои отчество и фамилию (на момент усыновления Дмитрию было около одного года). После смерти в 1914 году приёмного отца, который работал счетоводом на Екатерининской железной дороге, Дмитрий остался на попечении матери Ольги Ивановны, работавшей делопроизводителем, тёти Людмилы Ивановны и бабушки Неонилы Яковлевны. «Три женщины в младенчестве качали колыбель мою», — вспоминал много лет спустя поэт.
Литературным воспитанием внука занималась бабушка Неонила, весьма начитанная женщина, страстно любившая стихи, привившая Дмитрию любовь к поэзии: читала из своей тетради Пушкина, Лермонтова, Некрасова, а также в подлиннике — Шевченко и Мицкевича. Бабушка и стала первой слушательницей стихов Кедрина. Среди предков поэта были дворяне, дочь Кедрина Светлана даже называет его «чистокровным дворянином». Кедрину едва минуло 6 лет, когда семья поселилась в Екатеринославе (ныне — Днепр). В 1916 году 9-летнего Дмитрия отдали в коммерческое училище. По пути в училище по зелёной Надеждинской (ныне Надежды Алексеенко) улице к широкому проспекту, всегда останавливался на бульваре, где возвышался бронзовый Пушкин. «От памятника Пушкина начинается у меня тяга к искусству», — вспоминал впоследствии поэт.
В юности Кедрин много занимался самообразованием. Изучал не только литературу и историю, но и философию, географию, ботанику. На столе у него лежали тома художественной литературы, энциклопедический словарь, «Жизнь животных» Брема, труды из различных областей науки. Ещё в коммерческом училище Дмитрию удавались эпиграммы и стихи на злобу дня. Серьёзно заниматься поэзией начал с 16 лет. Революция и гражданская война изменили все планы. Начал печататься в 1924 году в екатеринославской губернской комсомольской газете «Грядущая смена». Одно из первых опубликованных стихотворений называлось «Так приказал товарищ Ленин».
Учился в Екатеринославском железнодорожном техникуме (1922—1924), но не окончил его по слабости зрения. Включился в работу литературного объединения «Молодая кузница». В газете «Грядущая смена» начал работать репортёром. В литературно-художественном журнале при газете печатались не только стихи Кедрина (о Ленине, Кремле, Китае, юных пионерах), но и очерки о передовиках промышленного города, а также фельетоны. Побывал на всех выступлениях Маяковского во время его приезда в Екатеринослав. К 1925 году, когда Кедрин впервые поехал в Москву, его стихи печатались уже в журналах «Прожектор», «Молодая гвардия» и «Комсомолия», газетах «Комсомольская правда» и «Юношеская правда». В одной из первых рецензий на его творчество говорилось: «Печать тщательной отделки, металлического блеска легла на стихи Дмитрия Кедрина. Начав с примитивных стихов о комсомольской любви, о динамо и пр., он за короткий срок достиг больших результатов». Постепенно у Кедрина формировался свой поэтический голос, он нашёл свои неожиданные темы, свой неповторимый стиль. Свой творческий девиз Кедрин определил в словах: «Поэзия требует полной обнажённости сердца».
В 1926 году 19-летний Кедрин через общего знакомого, литератора, написавшего ему рекомендательное письмо, познакомился с 17-летней Людой Хоренко, приехавшей в Днепропетровск из Жёлтых Вод, а через четыре года женился на ней. «Среднего роста, тонкий и изящный, в белой косоворотке, подпоясанной кавказским ремешком, с волнистыми тёмно-каштановыми волосами, спадающими на высокий лоб, в пенсне, из-за стёкол которого глядели большие задумчивые глаза, с чуть глуховатым низким голосом, сдержанный и скромный, — таким сохранился облик 19-летнего поэта при первой романтической встрече в памяти его жены Людмилы Ивановны. — У Дмитрия приковывали к себе взгляд пальцы на руках: они были длинные, тонкие и подчас, казалось, жили своей особенной жизнью».

## В Москве и на фронте
В 1931 году вслед за друзьями, поэтами Михаилом Светловым и Михаилом Голодным, переехал в Москву. Кедрин вместе с женой обосновался в полуподвале старого двухэтажного дома на Таганке в Товарищеском переулке, 21. Честно написал в своей анкете, что в 1929 году на Украине был заключён в тюрьму «за недонесение известного контрреволюционного факта». Факт состоял в том, что у его приятеля отец был деникинским генералом, а Кедрин, зная об этом, в органы на него не донёс. За это «преступление» был осуждён на два года, провёл за решёткой 15 месяцев и был досрочно освобождён. С этим событием, а также с отказом Кедрина быть секретным осведомителем НКВД (сексотом), ряд исследователей связывают последующие проблемы поэта с публикацией его произведений, а также тайну гибели Дмитрия Борисовича при не выясненных до сих пор обстоятельствах.
После рождения дочери, в декабре 1934 года семья Кедриных переезжает в подмосковный посёлок Черкизово Пушкинского района, где у поэта впервые появляется «рабочий кабинет», закуток за занавеской.
Работал в заводской многотиражке «Кузница» мытищинского завода «Метровагонмаш», затем литературным консультантом при издательстве «Молодая гвардия» и одновременно внештатным редактором в Гослитиздате. В 1932 году высокую оценку Максима Горького получило кедринское стихотворение «Кукла», оно принесло автору первую известность. В ряду лучших лирических стихотворений Кедрина, воспевающих неброскую природу средней полосы России — «Подмосковная осень» (1937), «Зимнее» (1939), «Осенняя песня» (1940). В народно-песенных традициях выдержаны две песни про пана (1936); «Песня про солдата» (1938), баллада «Зодчие» (1938), поэма «Конь» (1940). Произведения Кедрина очень психологичны, обращены к темам историческим, камерным и интимным, он прославлял творцов — создателей вневременной истинной красоты. К пафосу современной ему довоенной действительности поэт был почти равнодушен, за что генеральный секретарь Союза писателей СССР В. Ставский жёстко критиковал Кедрина и, по свидетельству родственников поэта, даже угрожал ему. Критики советовали Дмитрию Борисовичу бежать от исторических тем. В 1939 году принят в Союз писателей СССР.
Соседи и знакомые по Черкизову отмечали, что Кедрин производил впечатление молчаливого, замкнутого, углублённого в себя мыслителя: даже на прогулке он часто не здоровался, не отвечал на приветствия, не вступал ни с кем в разговоры. Поэт не расставался с блокнотом и карандашом, напряжённо работал над текстами своих произведений.
В начале Великой Отечественной войны Кедрин хотел добровольцем уйти на фронт, однако в армию его не взяли из-за плохого зрения (минус 17). В эвакуацию он также не поехал, продолжал в Черкизове (до которого захватчики не дошли всего 15 км) заниматься переводами из антифашистской поэзии народов СССР, которые печатались в газетах (в том числе и в «Правде»), и написал две книги оригинальных стихов, в издании которых Кедрину было отказано. Выехать на фронт поэту удалось лишь в мае 1943 года. В течение девяти месяцев работал корреспондентом авиационной газеты 6-й воздушной армии «Сокол Родины» (1942—1944) на Северо-Западном фронте, где публиковал очерки о подвигах лётчиков, а также сатиру под псевдонимом Вася Гашеткин. За время работы во фронтовой газете Дмитрий Борисович прислал домой жене 75 номеров, где было напечатано около ста его стихотворений. Находясь на фронте, Кедрин много писал о родной Украине и её героях, стихи, посвящённые Киеву, Харькову, Днепру, Днепропетровску. В конце 1943 года был награждён медалью «За боевые заслуги».

Я познакомился тут (на фронте) с исключительно интересными людьми… Если бы ты знала, сколько в них дерзкой отваги, спокойного мужества, какие это замечательные русские люди… Я чувствую себя в строю, а не где-то в стороне, а это очень важное чувство, которое я редко испытывал в Москве, в нашей писательской среде.
— из писем Дмитрия Кедрина жене
Сразу после войны, летом 1945 года, вместе с группой литераторов ездил в творческую командировку в Молдову. По дороге домой сосед по купе нечаянно разбил кувшин с мёдом, который Дмитрий Борисович вёз детям, что было истолковано очевидцами как мистический знак скорой беды. 15 сентября на платформе Ярославского вокзала неустановленные лица по непонятной причине едва не столкнули Кедрина под поезд, и лишь вмешательство пассажиров в последний момент спасло ему жизнь. Вернувшись вечером домой в Черкизово, поэт в мрачном предчувствии сказал жене: «Это похоже на преследование». Жить ему оставалось три дня.

## Гибель
Светлана Кедрина приводит строчки из дневника, в которых её мать описывает утро 18 сентября 1945 года, то последнее утро:

«… Митя глядел в книжку. Не знаю, читал ли он её или думал. И я подумала: неужели этот человек — мой муж? Неужели он так нежен и ласков со мною, неужели его губы целуют меня?.. И я подошла к нему. «Что, милая?» — спросил Митя и поцеловал мою руку. Я прижалась к нему, постояла и отошла. Через несколько минут Митя ушёл из дома на поезд в Москву… Я проводила его до дверей, Митя поцеловал мои руки, в голову. И вышел… в вечность от меня, от жизни. Больше я Митю не видела. Через четыре дня я увидела его фотографию, последнюю и такую страшную. Митя был мёртв. Какой ужас был в его глазах! Ах, эти глаза! Они сейчас всё мне мерещатся…»
18 сентября 1945 года Дмитрий Кедрин погиб под колёсами пригородного поезда — как считалось, по пути домой из Москвы в Черкизово (по распространённой версии, был выброшен преступниками из тамбура вагона). До публикации книги С. Д. Кедриной считалось, что смерть случилась неподалёку от Черкизово, между платформой Мамонтовская и станцией Пушкино, либо у платформы Тарасовская. Там Кедрин должен был сойти с поезда, возвращаясь из Москвы, куда в тот день ездил за гонораром в Союз писателей и в баре на ул. Горького встречался со старым знакомым ещё по Украине, поэтом Михаилом Зенкевичем. Однако тело поэта было найдено на следующее утро неподалёку от железнодорожной насыпи на мусорной куче в Вешняках. Неизвестно, как осторожный, внимательный и предусмотрительный Кедрин, спешивший домой с лекарствами к жене, оказался так далеко, в противоположной стороне от Москвы и от своего дома, на линии, идущей не с Ярославского вокзала, а с Казанского. Несмотря на проведённое УГРО расследование, данных, проясняющих картину происшествия, получено не было, виновные лица не установлены.
В очерке И. Ленского «Вокзал прощания», опубликованном в газете «Московский железнодорожник» (№ 34, 2012 год) и в расширенном его варианте в онлайн-газете «Без штампов», впервые поднята версия о том, что гибель Кедрина могла стать результатом суицида. Дмитрий Быков в 2016 году упоминает, что при опознании тела вдова Кедрина обратила внимание на выражение «нечеловеческого ужаса», застывшее на лице погибшего, — что, по мнению Быкова, исключает версию о самоубийстве. Документы Кедрина, по воспоминаниям дочери поэта, спустя две недели были подброшены к порогу его дома в Черкизово.
Дмитрий Кедрин похоронен в Москве на Введенском кладбище (7 уч.). Проводить поэта в последний путь пришли его друзья по литературному цеху М. Светлов, М. Голодный, И. Гвай, В. Казин и другие.
У изголовья могилы Дмитрия Кедрина растёт 300-летний дуб, древнейший на Введенских горах, что стало мотивом философского стихотворения Светланы Кедриной, посвящённого памяти отца.
В память о поэте названы библиотека и музей в Мытищах, библиотека в посёлке Черкизово, улицы в Мытищах и Черкизово.

## Творчество
Одним из наиболее значительных произведений Кедрина является стихотворная драма «Рембрандт» (1940) о великом голландском художнике. Впервые поэма была опубликована в трёх номерах журнала «Октябрь» за 1940 год. При этом автору было велено сократить текст драмы, и Кедрин выполнил требование редакции. Поэтому читатель долгое время был знаком с текстом только в его журнальном варианте, который не раз перепечатывался. Полный авторский текст драмы впервые опубликован в авторской книге «Дума о России» в 1990 году. В 1970—1980-х годах постановка была осуществлена в нескольких театрах России как драмы и однажды — как оперы. Поэму читали по радио и телевидению.
В том же жанре драмы в стихах до войны была написана «Параша Жемчугова». По воспоминаниям дочери поэта, над трагической историей крепостной актрисы Кедрин работал около десяти лет. Почти завершённая вещь бесследно исчезла осенью 1941-го — вместе с чемоданом рукописей в неразберихе, когда семья с двумя детьми готовилась к эвакуации, которая в последний момент сорвалась.
р
В 1933 году Кедрин начинает и только через семь лет заканчивает поэму «Свадьба» (впервые опубликована через 30 с лишним лет) — о всесокрушающей силе любви, перед которой не устояло даже сердце Аттилы, предводителя гуннов, который умер в ночь своей свадьбы, не выдержав нахлынувших и неведомых ранее чувств. Действие поэмы разворачивается на фоне масштабной картины смены цивилизаций и содержит в себе характерное для Кедрина историософское осмысление происходящих перемен.
В 1935 году Кедрин написал «Приданое», версию печальной судьбы поэта Фирдоуси. По мнению литературоведа Юрия Петрунина, Кедрин оснастил поэму автобиографическим подтекстом, усилил её звучание собственными переживаниями и мрачными предчувствиями.
Мышлению Кедрина, которое называют «планетарным», присуще не покидающее поэта ощущение своей преемственной связи с мировой историей и культурой. Иллюстрацией этого являются стихи и баллады, посвящённые истории, героям и мифам разных народов. Творческий дар проникать в далёкие эпохи, быть в них не исследователем-архивистом, а современником, очевидцем давно канувших в Лету событий — редкое свойство таланта Кедрина. В истории его, как правило, интересовали не князья и вельможи, а люди труда, творцы материальных и духовных ценностей. Особенно любил он Русь, написав о ней, кроме, поэмы — «Конь», «Ермак», «Князь Василько Ростовский», «Песня про Алёну-старицу». Стихотворение «Песня про Алёну-старицу» посвящено Алёне Арзамасской. Вместе с тем поэзии Кедрина присуща недвусмысленная символика: строки в «Алёне Старице» «Все звери спят. Все люди спят. Одни дьяки людей казнят» — были написаны в разгар сталинского террора и цитируются многими исследователями творчества поэта.
Дмитрий Борисович был не только мастером исторической поэмы и баллады, но и превосходным лириком. Одно из лучших его стихотворений «Хочешь знать, что такое Россия — Наша первая в жизни любовь?», обращённое к истокам русского духа, датировано 18 сентября 1942 года, когда поэт дожидался разрешения выехать на фронт.
Поэзия Кедрина получила высокую оценку таких писателей, как М. Горький, М. Волошин, П. Антокольский, И. Сельвинский, М. Светлов, В. Луговской, Я. Смеляков, Л. Озеров, К. Кулиев и других. До войны Кедрин публиковался с поэмами в журналах «Октябрь», «Новый мир», «Красная новь», со стихотворениями — сборниках «День советской поэзии», «Победители». Однако когда дело касалось издания книги, литературные критики были к поэту беспощадны.
Первую попытку выпустить свои стихи отдельным изданием в Государственном издательстве художественной литературы (ГИХЛ) Кедрин предпринял вскоре после приезда в Москву в 1931 году. Однако рукопись вернули, несмотря на положительные отзывы Эдуарда Багрицкого и Иосифа Уткина. Пытаясь найти компромисс с издательством, Кедрин вынужден был исключить из неё многие произведения, в том числе уже получившие признание. После тринадцати возвращений рукописи для доработки, нескольких переименований единственный прижизненный поэтический сборник — «Свидетели», в который вошли всего 17 стихотворений, был издан в том же издательстве ГИХЛ под редакцией поэта В. В. Казина летом 1940 года.
В 1942 году Кедрин сдал в издательство «Советский писатель» книгу «Русские стихи». Однако сборник не увидел свет из-за негативных отзывов рецензентов, один из которых обвинил автора в том, что он «не чувствует слова», второй — в «несамостоятельности, обилии чужих голосов», третий — в «недоработанности строк, неряшливости сравнений, неясности мышления». Спустя десятилетия литературоведы характеризуют творческую палитру Кедрина совсем иначе: его поэзию военных лет питали интонации доверительной беседы, историко-эпическая тематика и глубокие патриотические импульсы.

- Советские издания Дмитрия Кедрина.
- Кедрин в «Библиотеке советской поэзии». 1959
- Ленинградское издание «Детской литературы». 1979
- Пермское «толстое» издание Кедрина тиражом 300000 экз. 1984

Уходя на фронт в 1943 году, Кедрин отдал новую книгу стихов «День гнева» в Гослитиздат, но и она получила ряд негативных рецензий и не была издана. Вероятной причиной отказа было то, что Кедрин отразил в стихах не героическую сторону войны, а скудную жизнь тыла, ночи в убежище, бесконечные очереди, нескончаемое человеческое горе. Большинство своих стихотворений автор так и не увидел напечатанными, а его поэма «1902 год» ждала публикации 50 лет. В 1944-м, за год до своей трагической гибели, Кедрин глубоко сокрушается:

Многие мои друзья погибли на войне. Круг одиночества замкнулся. Мне — скоро сорок. Я не вижу своего читателя, не чувствую его. Итак, к сорока годам жизнь сгорела горько и совершенно бессмысленно. Вероятно, виною этому — та сомнительная профессия, которую я выбрал или которая выбрала меня: поэзия.
— Дмитрий Кедрин
Вместе с оригинальным творчеством Кедрин много занимался переводами по подстрочникам. С конца 1938-го по май 1939 года переводил с венгерского поэму Шандора Петефи «Витязь Янош», затем с польского поэму «Пан Твардовский» Адама Мицкевича. В 1939 году ездил в Уфу по заданию Гослитиздата переводить с башкирского стихи Мажита Гафури. В первые годы войны, перед отправкой во фронтовую газету, Кедрин много занимался переводами с аварского (Гамзат Цадаса), с татарского (Муса Джалиль), с украинского (Андрей Малышко и Владимир Сосюра), с белорусского (Максим Танк), с литовского (Саломея Нерис, Людас Гира). Известны также его переводы с осетинского (Коста Хетагуров), с эстонского (Йоханнес Барбаус) и с сербскохорватского (Владимир Назор). Большинство этих переводов были опубликованы после смерти поэта.
До выхода сборника Кедрина в серии «Библиотека поэта» (1947) его творчество было известно лишь немногим знатокам поэзии. С. Щипачёв на Втором съезде Союза писателей СССР, состоявшемся в 1954 году, выступил против замалчивания творчества Кедрина.

В его творчестве наряду с песенными стихами о природе много публицистики и сатиры, и стихотворений повествовательных, часто исторического содержания. В его ясных и чётких стихах, где умело соблюдена мера в образном воссоздании духа и языка прошедших эпох, отражены страдания и подвиги русского народа, подлость, свирепость и произвол автократии.
— Лексикон русской литературы XX века = Lexikon der russischen Literatur ab 1917 / В. Казак ; [пер. с нем.]. — М. : РИК «Культура», 1996. — XVIII, 491, [1] с. — 5000 экз. — ISBN 5-8334-0019-8.
Впервые массовое внимание к поэзии Кедрина было привлечено в сентябре 1967 года. К 60-летию Кедрина в ряде советских центральных газет появились статьи о его непростом творческом пути. Журналы «Новый мир» и «Звезда Востока» поместили подборки не публиковавшихся ранее стихов Кедрина. Юбилейные литературные вечера и чтения кедринских стихов состоялись в Москве и в Днепропетровске. Мытищинская районная газета «За коммунизм» в двух номерах поместила большую статью литературоведа Ю. Петрунина «Завод, газета, поэт», где рассказывалось, как в начале 1930-х годов Кедрин работал и публиковался в мытищинской газете «Кузница».
В 1984 году, накануне перестройки, объёмный однотомник Кедрина, включающий его основные произведения, впервые был издан массовым, 300-тысячным тиражом. Сборник, изданный в Перми, в книжных магазинах страны не залежался. Следующее, 200-тысячное издание «Дума о России» (М.: Правда, 1989.—496 с.), также быстро разошлось.

## Исследования поэзии Кедрина
Первый литературоведческий очерк о поэзии Кедрина принадлежит Льву Озерову и предварял сборник избранных стихотворений, вышедший в 1957 году. Впервые книга о поэзии Кедрина вышла в 1963 году. Её автор Пётр Тартаковский сделал упор на анализе исторических произведений поэта, отметив, что героев для своих поэм Кедрин выбирал преимущественно среди простых людей, а характеры раскрывал прежде всего через деятельность. Литературовед особо выделяет кедринское чувство меры в использовании старинных слов и реалий исторических эпох, куда поэт с лёгкостью переносился волей фантазии и воображения: «В Кедрине историк никогда не берёт верх над художником». В вышедшей в 1965 году монографии Геннадия Красухина отмечено, что Кедрин не стремился к точной исторической достоверности как к самоцели. Так, например, сведённые кедринским замыслом в поэме «Зодчие» создатели храма Покрова и артель монаха Андрея Рублёва жили и творили в разных эпохах. Литературовед Юрий Петрунин в предисловии к сборнику 1989 года указывает, что произведения Кедрина создавались не для того, чтобы сделать стихотворный вариант летописи или учебника истории. Они пробуждают и поддерживают интерес к прошлому, к сохранению в художественных образах памяти о славных и трагических событиях давних веков и тысячелетий.
Акцентируя роль Кедрина как «воссоздателя исторической памяти», Евгений Евтушенко обращал внимание на кедринское «состояние внутренней перенесённости через время», «хваткий взгляд сквозь толщу лет». «По кедринским страницам идут люди многих поколений, соединённые в человечество», — отмечал Евтушенко эпическое свойство стихов Кедрина.

## Семья
Жена — Людмила Ивановна Кедрина (Хоренко) (10 января 1909 — 17 июля 1987), родом из Кривого Рога, из крестьянской семьи. Познакомились в 1926 году, поженились в 1930-м. Похоронена рядом с Д. Кедриным на Введенском кладбище в Москве (участок № 7). У Кедриных двое детей — Светлана и Олег (1941—1948). Последний адрес Кедрина — посёлок Черкизово Пушкинского района Московской области, улица 2-я Школьная, дом 5. На доме установлена мемориальная доска.
Дочь — Светлана Кедрина (род. 1 марта 1934, село Черкизово Московской области), поэт, прозаик, член Союза писателей России, известна своими работами по исследованию творчества отца. По этой линии у Кедрина внуки Дмитрий и Наталья, правнучка Дарья. В 1996 году в Москве в издательстве «Янико» вышла книга воспоминаний Светланы Кедриной об отце «Жить вопреки всему». За переиздание этой книги на Украине Кедрина в 2007 году была удостоена литературной премии им. Дмитрия Кедрина в номинации «Проза».

## Эпиграммы
У поэтов жребий странен,

Слабый сильного теснит.

Заболоцкий безымянен,

Безыменский именит.
Всего Кедрин написал несколько десятков эпиграмм на известных литературных современников. В середине 1930-х годов, наблюдая за травлей Осипа Мандельштама, Николая Заболоцкого, Павла Васильева, Кедрин написал едкую эпиграмму.

## Перевод произведений Кедрина на украинский язык
Произведения Дмитрия Кедрина переводились на украинский язык украинским поэтом Гаврилой Никифоровичем Прокопенко (1922—2005). На украинском языке в переводе Прокопенко было издано два сборника стихов Кедрина (в Днепропетровске в 2005 и 2007 годах). В процессе осуществления переводов поэзии Кедрина на украинский Г. Н. Прокопенко долгие годы вёл переписку с близкими Дмитрия Кедрина — его женой Людмилой Ивановной и дочерью Светланой. Их переписка издана в книге «Украинскому Кедрину — быть (Л. И. Кедрина, С. Д. Кедрина, Г. Н. Прокопенко — избранная переписка)», составленной женой переводчика, детской писательницей Ириной Прокопенко.

## Музыка на стихи Дмитрия Кедрина
Тексты Кедрина использованы в Реквиеме для детского хора, смешанного хора и оркестра Моисея Вайнберга (1965—1967).
Композитор Татьяна Смирнова (1940—2018) написала вокальный цикл на стихи Дмитрия Кедрина «Песни России» для баритона и фортепиано в пяти частях соч.21№ 1 1974 г. издательство «Советский композитор» 1979 г., композитор Давид Тухманов в 1980-е годы на стихи Кедрина сочинил песню «Поединок», а Игорь Николаев написал песню на стихотворение Дмитрия Кедрина «Бабка Мариула». На стихи Кедрина композитором Н. Пейко написан вокальный цикл «Картины и размышления», а также на стихи Кедрина писали ученики Пейко (Вульфов, Абдоков). По мотивам поэмы «Свадьба» группой «Ария» написана песня «Аттила», вышедшая в альбоме «Феникс» в 2011 году.

## Галерея
- Памятник Кедрину в Мытищах на ул. Лётной
- Мемориальная доска на здании мытищинского завода «Метровагонмаш» в память о работе поэта в местной многотиражке в 1931-1934 г.г.
- Могила Дмитрия Кедрина под 300-летним дубом на Введенском кладбище в Москве (сентябрь 2012)

## Сочинения
Книги
- Кукла // Красная новь, 1932 № 12
- Зодчие // Красная новь, 1938 № 3
- Свидетели: Книга стихов. — М.: Гослитиздат, 1940. — 72 с.
- Рембрандт: Пьеса // Октябрь, 1940 № 4-5
- Избранное. — [Вступ. статья: Лев Озеров. «О Дмитрии Кедрине», с. 3-10]. — М.: Советский писатель, 1947. — 7000 экз. (тип. № 3 Упр. изд-в и полиграфии Исполкома Ленгорсовета). — 272 с., 1 л. портр.
- Избранное. — М., 1953.
- Стихи. — М.: Молодая гвардия, 1953. — 143 с.; портр.
- Избранное: Стихи. — М.: Правда, 1956. — 32 с. (Б-ка «Огонёк» № 38)
- Избранное. — [Предисл. и сост. Л. Озерова]; [Подготовка текста Л. Кедриной]. — М.: Гослитиздат, 1957. — 479 с.; портр.
- Стихи и поэмы. — [Вступ. статья Л. Кедриной]. — Днепропетровск: Областное издательство, 1958. — 103 с. — 4600 экз.
- Стихотворения и поэмы. — [Вступ. статья Л. Озерова]. — М.: Гослитиздат, 1959. — 231 с., портр. (Б-ка советской поэзии)
- Красота. — М.: Художественная литература, 1965 . — 288 с.; 50 000 экз.
- Избранная лирика. — М.: Мол. гвардия, 1965. — 31 с. (Б-чка избранной лирики), 2-е изд. 1968.
- Избранные произведения. — Л.: Советский писатель, 1974. — 584 с. — 30 000 экз. (Библиотека поэта. Большая серия)
- Стихи. Южно-Сахалинск, 1976.
- Избранные произведения. — [Сост. и подгот. текстов. Л. Кедриной; Предисл. Н. Банникова; Худож. Л. Ажаева]. — М.: Худож. лит., 1978. — 302 с.; портр.: ил.
- Избранное. — Уфа, 1975
- Стихи. — Южно-Сахалинск: Дальневосточное кн. изд-во. Сахалинское отд-ние, 1976. — 192 с.: ил.
- Избранная лирика: Для сред. и ст. возраста. — [Предисл. Е. Евтушенко]. — Л.: Дет. лит., Ленингр. отд-ние, 1979. — 158 с.: ил. (Поэтическая библиотечка школьника)
- Зодчие: Поэма. — [Худож. Б. Диодоров]. — М.: Современник, 1980. — 25,5 с.: ил. — (Рос. поэма)
- Стихотворения. Поэмы. — [Вступ. ст. Э. Кияна, с. 3-21]. — М.: Московский рабочий, 1982. — 320 с.: ил., 1 л. портр.
- Стихотворения. Поэмы. Драма. — Пермь: Кн. изд-во, 1984—356 с.: ил.
- Чистый пламень. — М., 1986.
- И минуло время. — М., 1989.
- Дума о России: [Сборник]. — [Вступ. ст. Ю. Я. Петрунина, с. 5-22]. — М.: Правда, 1990. — 494 с. : ил. — 200 000 экз.
- Соловьиный манок. Стихотворения, поэмы / Дмитрий Кедрин; Вступ. ст., с. 5-43, и сост. С. Д. Кедриной; Худож. Г. А. Дауман. М. «Книга», 1990. — 384 с., 7 000 экз.
- Избранное: Стихотворения и поэмы. — Сост., подгот. текста и послесл. С. Кедриной; Предисл. Л. Озерова. — М.: Худож. лит., 1991[34].
- Русские стихи. — М.: Рус. кн., 2001. — 346 c.: портр.; — ISBN 5-268-00501-4 (Поэтическая Россия)
- Зодчие. — Сост. С. Кедрина. Москва : Эксмо, 2007[35]

Сборники
- Песня общая и своя: Стихи, поэмы. — Дмитрий Кедрин, Борис Корнилов, Павел Васильев, Павел Шубин. — Кемерово: Книжное изд-во, 1977. — 207 с.: ил.

## Из библиографии
Кедрина, Светлана Дмитриевна:
- «Жить вопреки всему» (тайна рождения и тайна смерти поэта Дмитрия Кедрина). — М.: «Янико», 1996. — С. 228. — ISBN 5-88369-078-5.
- «Жить вопреки всему» /Составление, предисловие А. Ратнера. — Днепропетровск: Монолит, 2006. −368 с., ил.
- «Четыре ветра», 2005 год.
- «Преображение», 2008 год. (стихи о людях трудной судьбы, о природе и о долгой дороге к Храму.)
- «Мой остров», 2009 год. (стихи о Родине и духовных исканиях, о радостном и печальном, о природе творчества, о весне и осени.)